# Charles Watson-Wentworth
Charles Watson-Wentworth, segon marquès de Rockingham, KG, PC (13 de maig de 1730 † 1 de juliol de 1782), d'estil Excm. Charles Watson-Wentworth abans del 1733, Vescomte Higham entre 1733 i 1746, Comte de Malton entre 1746 i 1750 i The Malton Earl el 1750, va ser un estadista britànic whig, més notable pels seus dos mandats com a primer ministre de Gran Bretanya. Es va convertir en el patró dels "whigs" i es convertí en un dels principals membres del partit de Whig. Va servir en només dos alts càrrecs durant la seva vida (el de primer ministre i líder de la Cambra dels Lords), però va ser però molt influent durant el seu any i mig de servei.
El 1782 va ser nomenat primer ministre per segona vegada (amb Charles James Fox i Shelburne Senyor com secretaris d'Estat) i, en assumir el càrrec, va reconèixer la independència dels Estats Units. No obstant això, aquest terme va ser de curta durada, Lord Rockingham va morir 14 setmanes després.
Paul Langford ha afirmat que el govern de Rockingham "representar una fita en la història constitucional. Els canvis ministerials de 1782 van implicar una agitació més extensa de tots els càrrecs públics que qualsevol altra des del 1714, pràcticament una substitució de l'administració amb altres extrets de l'oposició".